# Nati nel 1946/Febbraio
| Questa pagina contiene informazioni ricavate automaticamente dalle voci biografiche con l'ausilio del template Bio e di un bot. L'aggiornamento è periodico e automatico e ricostruisce completamente la pagina. Se manca una persona in questa lista, sei pregato di non aggiungerla, ma accertati piuttosto che la sua voce biografica contenga il template Bio e che i dati anagrafici siano correttamente compilati. Se il template Bio manca, inseriscilo tu stesso o, in alternativa, metti l'avviso {{tmp\|Bio}} che ne segnala la mancanza. Se i dati riportati sono sbagliati, correggi direttamente la voce biografica; le modifiche saranno visibili in questa lista entro pochi giorni. Per chiarimenti vedi il progetto biografie. La lista contiene solo le 234 persone che sono citate nell'enciclopedia e per le quali è stato implementato correttamente il template Bio. Pagina aggiornata al 18 ago 2025. |

- 1º febbraio - Pascal Bonitzer, sceneggiatore, regista e critico cinematografico francese
- 1º febbraio - Franco Fossati, giornalista, saggista e fumettista italiano († 1996)
- 1º febbraio - Fiorello Gramillano, politico italiano
- 1º febbraio - Elisabeth Sladen, attrice britannica († 2011)
- 1º febbraio - Carol Neblett, soprano statunitense († 2017)
- 1º febbraio - Tonino Paris, designer italiano
- 1º febbraio - José Pesarrodona, ex ciclista su strada spagnolo
- 1º febbraio - Igor' Valetov, ex schermidore sovietico
- 2 febbraio - Isaias Afewerki, politico eritreo
- 2 febbraio - Ignazio Aloisi, italiano († 1991)
- 2 febbraio - Gunder Bengtsson, allenatore di calcio svedese († 2019)
- 2 febbraio - Chang Sung-taek, politico nordcoreano († 2013)
- 2 febbraio - Blake Clark, attore, doppiatore e sceneggiatore statunitense
- 2 febbraio - Robert Clark, artista marziale britannico († 2012)
- 2 febbraio - John J. Collins, biblista irlandese
- 2 febbraio - Fernando Colomo, regista, sceneggiatore e produttore cinematografico spagnolo
- 2 febbraio - J.E. Freeman, attore e poeta statunitense († 2014)
- 2 febbraio - Alpha Oumar Konaré, politico maliano
- 2 febbraio - Tony Lawrence, ex calciatore inglese
- 2 febbraio - Nicola Monfredi, politico e avvocato italiano († 1985)
- 2 febbraio - Gerrie Mühren, calciatore olandese († 2013)
- 3 febbraio - Giovanni Aiello, poliziotto e agente segreto italiano († 2017)
- 3 febbraio - Pablo García León, ex cestista cubano
- 3 febbraio - Milo Hrnić, cantante e politico croato († 2023)
- 3 febbraio - Im Seung-hwi, ex calciatore nordcoreano
- 3 febbraio - Bruno Kneubühler, pilota motociclistico svizzero
- 3 febbraio - Hans Zingre, ex sciatore alpino svizzero
- 4 febbraio - Giovanni Acciai, direttore di coro italiano
- 4 febbraio - Pierluigi Ciriaci, regista italiano († 2009)
- 4 febbraio - Esteban Escudero Torres, vescovo cattolico spagnolo († 2025)
- 4 febbraio - Sharon Finneran, ex nuotatrice statunitense
- 4 febbraio - Ivano Marescotti, attore, regista teatrale e drammaturgo italiano († 2023)
- 4 febbraio - Léon-Paul Ménard, ciclista su strada francese († 1993)
- 4 febbraio - Pietro Santoro, vescovo cattolico italiano
- 4 febbraio - Metodije Spasovski, ex calciatore e allenatore di calcio jugoslavo
- 5 febbraio - Hilary Alexander, giornalista neozelandese († 2023)
- 5 febbraio - Robert Atkins, politico britannico
- 5 febbraio - Rinaldo Del Monte, cantautore italiano
- 5 febbraio - Felipe de Jesús Estévez, vescovo cattolico cubano
- 5 febbraio - Dieter Kuprella, cestista e allenatore di pallacanestro tedesco († 2025)
- 5 febbraio - Piero Nissim, musicista, esperantista e burattinaio italiano
- 5 febbraio - Gianni Oddi, sassofonista italiano
- 5 febbraio - Mauro Pagani, polistrumentista, compositore e produttore discografico italiano
- 5 febbraio - Kerstin Palm, ex schermitrice svedese
- 5 febbraio - Charlotte Rampling, attrice britannica
- 5 febbraio - Stefano Rizzo, giornalista e scrittore italiano
- 5 febbraio - David Sadler, ex calciatore inglese
- 5 febbraio - Georgij Zažickij, ex schermidore sovietico
- 6 febbraio - Vincenzo Alaimo, politico italiano
- 6 febbraio - Eugenio Castigliano, tennista italiano († 2012)
- 6 febbraio - Volodymyr Dudarenko, allenatore di calcio e calciatore sovietico († 2017)
- 6 febbraio - Richie Hayward, batterista statunitense († 2010)
- 6 febbraio - Kate McGarrigle, cantautrice canadese († 2010)
- 6 febbraio - Ernesto Paolillo, banchiere e dirigente sportivo italiano
- 6 febbraio - Masatomo Taniguchi, cestista giapponese († 2021)
- 6 febbraio - Jim Turner, politico statunitense
- 7 febbraio - Héctor Babenco, regista, sceneggiatore e produttore cinematografico argentino († 2016)
- 7 febbraio - Cheikh Fall, cestista senegalese († 2008)
- 7 febbraio - Jeff Van Note, ex giocatore di football americano statunitense
- 7 febbraio - John Marvin LeVoir, vescovo cattolico statunitense
- 7 febbraio - Per Loraas, ex calciatore norvegese
- 7 febbraio - Brian Patten, poeta e scrittore britannico
- 7 febbraio - Pete Postlethwaite, attore britannico († 2011)
- 7 febbraio - Bruno Veronesi, imprenditore italiano
- 8 febbraio - Jorge Carlos Alcocer Varela, politico e medico messicano
- 8 febbraio - Gaetano Berruto, linguista italiano
- 8 febbraio - Berta Bojetu, scrittrice, poetessa e attrice slovena († 1997)
- 8 febbraio - Bob Collins, politico australiano († 2007)
- 8 febbraio - Carol Corbu, ex triplista rumeno
- 8 febbraio - Paddy Greenwood, ex calciatore inglese
- 8 febbraio - Paul Hawken, imprenditore, ambientalista e scrittore statunitense
- 8 febbraio - Gert Jonke, scrittore e poeta austriaco († 2009)
- 8 febbraio - Salomón Lerner Ghitis, politico e manager peruviano
- 8 febbraio - Niall O'Brien, attore irlandese († 2009)
- 8 febbraio - Oscar Zubía, allenatore di calcio e ex calciatore uruguaiano
- 9 febbraio - Ernesto Auci, giornalista e politico italiano
- 9 febbraio - Carlo Barbieri, scrittore italiano
- 9 febbraio - Dieter Burmester, ingegnere, imprenditore e musicista tedesco († 2015)
- 9 febbraio - Giuseppe Cattaneo, ex calciatore italiano
- 9 febbraio - Francesco D'Agostino, giurista e filosofo italiano († 2022)
- 9 febbraio - Dennis Nelson, ex giocatore di football americano statunitense
- 9 febbraio - Vince Papale, ex giocatore di football americano statunitense
- 9 febbraio - George Stone, cestista statunitense († 1993)
- 9 febbraio - Jim Webb, politico statunitense
- 10 febbraio - Dick Anderson, politico e ex giocatore di football americano statunitense
- 10 febbraio - Scoular Anderson, illustratore britannico
- 10 febbraio - Didier Bezace, attore francese († 2020)
- 10 febbraio - Isabel Castañe, ex nuotatrice spagnola
- 10 febbraio - David Stuart Davies, scrittore e anglista britannico († 2024)
- 10 febbraio - Mary Meyers, pattinatrice di velocità su ghiaccio statunitense († 2024)
- 10 febbraio - Ray Mielczarek, calciatore gallese († 2013)
- 10 febbraio - Yisha'ayahu Schwager, calciatore israeliano († 2000)
- 11 febbraio - Pierre Joly, ex tennista francese
- 11 febbraio - Enrico Menestò, storico italiano
- 11 febbraio - Ian Porterfield, calciatore e allenatore di calcio britannico († 2007)
- 11 febbraio - Giorgio Rondelli, ex mezzofondista e allenatore di atletica leggera italiano
- 12 febbraio - Harald Irmscher, allenatore di calcio e ex calciatore tedesco-orientale
- 12 febbraio - Bernard Le Nail, scrittore francese († 2010)
- 12 febbraio - Ola Ljungberg, allenatore di calcio e ex calciatore svedese
- 12 febbraio - Jean Eyeghé Ndong, politico gabonese
- 12 febbraio - Paolo Panerai, giornalista, editore e dirigente sportivo italiano
- 12 febbraio - Ajda Pekkan, cantante e attrice turca
- 12 febbraio - Ian Plimer, geologo australiano
- 12 febbraio - Peter J. Schoomaker, generale statunitense
- 12 febbraio - Pat Walkden, tennista zimbabwese
- 13 febbraio - Richard Blumenthal, politico e avvocato statunitense
- 13 febbraio - Júlio Bressane, regista e sceneggiatore brasiliano
- 13 febbraio - Artur Jorge, calciatore e allenatore di calcio portoghese († 2024)
- 13 febbraio - Vazgen Manukyan, politico armeno
- 13 febbraio - Giovanni Pirola, calciatore italiano († 2023)
- 13 febbraio - Lajos Szűcs, sollevatore ungherese († 1999)
- 13 febbraio - Pilar Velázquez, attrice spagnola
- 14 febbraio - Gilbert Adler, produttore cinematografico, sceneggiatore e regista statunitense
- 14 febbraio - Tina Aumont, attrice statunitense († 2006)
- 14 febbraio - Jan Decleir, attore belga
- 14 febbraio - Manis Friedman, rabbino, scrittore e educatore ceco
- 14 febbraio - Gregory Hines, ballerino, attore e cantante statunitense († 2003)
- 14 febbraio - Gerard Hylkema, hockeista su prato e calciatore olandese († 2002)
- 14 febbraio - Hanni Ossott, scrittrice, critica letteraria e traduttrice venezuelana († 2002)
- 14 febbraio - Mariela Pérez, modella venezuelana
- 14 febbraio - Derek Possee, ex calciatore inglese
- 14 febbraio - Rodolfo Roberti, regista e sceneggiatore italiano († 2013)
- 14 febbraio - Erik Ruthford Pedersen, allenatore di calcio norvegese
- 14 febbraio - Amadito Valdés, percussionista cubano
- 14 febbraio - Roberto Vieri, ex calciatore italiano
- 15 febbraio - Dick van Dijk, calciatore olandese († 1997)
- 15 febbraio - Richard Fortey, paleontologo, geologo e divulgatore scientifico britannico († 2025)
- 15 febbraio - Matthieu Ricard, saggista e monaco buddhista francese
- 15 febbraio - John Trudell, attivista, attore e cantautore statunitense († 2015)
- 16 febbraio - Giorgio Biasiolo, ex calciatore italiano
- 16 febbraio - Guido Columba, giornalista e sindacalista italiano († 2018)
- 16 febbraio - Laurie Mains, ex rugbista a 15, allenatore di rugby a 15 e dirigente sportivo neozelandese
- 16 febbraio - Leszek Wodzyński, ostacolista polacco († 1999)
- 16 febbraio - Oleksandr Šaparenko, ex canoista sovietico
- 17 febbraio - Alice Dona, cantautrice francese
- 17 febbraio - André Dussollier, attore francese
- 17 febbraio - John Kirkbride, cantante, chitarrista e compositore britannico
- 17 febbraio - Jeanine Martin, cestista francese († 2023)
- 17 febbraio - Shahrnush Parsipur, scrittrice iraniana
- 17 febbraio - Kjell-Erik Ståhl, maratoneta e orientista svedese († 2025)
- 17 febbraio - Valdomiro, ex calciatore brasiliano
- 18 febbraio - Abdul Qadir Bajamal, politico yemenita († 2020)
- 18 febbraio - Oleksij Barkalov, pallanuotista sovietico († 2004)
- 18 febbraio - Dario Calimani, critico letterario italiano
- 18 febbraio - Giulio Capiozzo, batterista italiano († 2000)
- 18 febbraio - Jean-Claude Dreyfus, attore e comico francese
- 18 febbraio - Angéla Németh, giavellottista ungherese († 2014)
- 18 febbraio - Luciano Rispoli, psicologo e psicoterapeuta italiano
- 18 febbraio - Wietse Veenstra, ex calciatore olandese
- 19 febbraio - Hiroshi Fujioka, attore giapponese
- 19 febbraio - Carolyn B. Maloney, politica statunitense
- 19 febbraio - Luis Puenzo, regista cinematografico, sceneggiatore e produttore cinematografico argentino
- 20 febbraio - Brenda Blethyn, attrice britannica
- 20 febbraio - Riccardo Cocciante, cantautore e compositore italiano
- 20 febbraio - José De Lizaso, cestista argentino († 2021)
- 20 febbraio - Sandy Duncan, attrice, cantante e ballerina statunitense
- 20 febbraio - J. Geils, chitarrista statunitense († 2017)
- 20 febbraio - Vladimir Martynov, compositore russo
- 20 febbraio - Robert Michaels, organista, direttore di coro e compositore inglese
- 20 febbraio - Norma, fumettista e illustratore francese († 2021)
- 21 febbraio - Raúl Argemí, scrittore argentino
- 21 febbraio - José Roberto Bertrami, cantante e pianista brasiliano († 2012)
- 21 febbraio - Tyne Daly, attrice statunitense
- 21 febbraio - Anthony Daniels, attore britannico
- 21 febbraio - Francesco Lamanna, politico italiano († 2019)
- 21 febbraio - Susanna Raganelli, ex pilota automobilistica italiana
- 21 febbraio - Alan Rickman, attore britannico († 2016)
- 21 febbraio - Vito Rizzuto, mafioso italiano († 2013)
- 22 febbraio - Cristina Alberdi, politica, avvocata e attivista spagnola († 2024)
- 22 febbraio - Éric Aumonier, vescovo cattolico francese
- 22 febbraio - Giorgio Baldi, arbitro di calcio italiano
- 22 febbraio - Kresten Bjerre, calciatore danese († 2014)
- 22 febbraio - Wilfried David, ciclista su strada belga († 2015)
- 22 febbraio - Evert Dolman, ciclista su strada olandese († 1993)
- 22 febbraio - Alexander Langer, politico, saggista e giornalista italiano († 1995)
- 22 febbraio - Martin Martínez, ciclista su strada spagnolo († 2012)
- 22 febbraio - Danny Wright, cantante, tastierista e tecnico del suono statunitense
- 23 febbraio - Anatoli Banişevski, allenatore di calcio e calciatore sovietico († 1997)
- 23 febbraio - Alberto Colombo, pilota automobilistico italiano († 2024)
- 23 febbraio - Rodolfo García, batterista argentino († 2021)
- 23 febbraio - Bernard Sergent, storico, archeologo e antropologo francese
- 24 febbraio - Herbert Armstrong Bevard, vescovo cattolico statunitense
- 24 febbraio - Jiří Bělohlávek, direttore d'orchestra ceco († 2017)
- 24 febbraio - Paolo Chiarini, fumettista italiano († 2002)
- 24 febbraio - Sergio De Gregorio, nuotatore italiano († 1966)
- 24 febbraio - Tullio De Piscopo, batterista, cantautore e percussionista italiano
- 24 febbraio - Ratomir Dujković, allenatore di calcio e ex calciatore jugoslavo
- 24 febbraio - Sergio Gori, calciatore italiano († 2023)
- 24 febbraio - Diane Larsen-Freeman, linguista statunitense
- 24 febbraio - Gérard Longuet, politico francese
- 24 febbraio - Grigorij Margulis, matematico russo
- 24 febbraio - Feliciano Polli, politico italiano
- 24 febbraio - Michael Radford, regista, sceneggiatore e produttore cinematografico britannico
- 24 febbraio - Jean-Yves Riocreux, vescovo cattolico francese
- 24 febbraio - Roni Shuruk, ex calciatore israeliano
- 24 febbraio - Don Siegelman, ex politico statunitense
- 24 febbraio - Marco Tangheroni, storico e medievista italiano († 2004)
- 24 febbraio - Steve Upton, batterista britannico
- 24 febbraio - Terry Winograd, informatico statunitense
- 25 febbraio - Lucio Bertogna, ex calciatore italiano
- 25 febbraio - Anders Besseberg, dirigente sportivo e ex sciatore nordico norvegese
- 25 febbraio - José Antonio González, ex ciclista su strada, pistard e dirigente sportivo spagnolo
- 25 febbraio - Franz Xaver Kroetz, drammaturgo, scrittore e attore tedesco
- 25 febbraio - Gigi Rizzi, chitarrista e compositore italiano
- 25 febbraio - Jahangir Tavakoli, pallanuotista iraniano
- 25 febbraio - Jean Todt, dirigente d'azienda, dirigente sportivo e ex copilota di rally francese
- 26 febbraio - Colin Bell, calciatore inglese († 2021)
- 26 febbraio - Pier Angelo Boffi, calciatore svizzero († 2015)
- 26 febbraio - Willy Brokamp, ex calciatore olandese
- 26 febbraio - Mario Brugnera, ex calciatore italiano
- 26 febbraio - Antonio Cripezzi, cantante e tastierista italiano († 2022)
- 26 febbraio - Danuta Fromm, ex cestista polacca
- 26 febbraio - Roman Jakóbczak, ex calciatore polacco
- 26 febbraio - Robert Le Gall, arcivescovo cattolico francese
- 26 febbraio - Roberto Maragliano, pedagogista italiano
- 26 febbraio - Aad Oudt, ex nuotatore olandese
- 26 febbraio - Bingo Smith, cestista statunitense († 2023)
- 26 febbraio - Ahmed Zewail, chimico e fisico egiziano († 2016)
- 27 febbraio - Miguel Ángel Cuello, pugile argentino († 1999)
- 27 febbraio - Armando Gnisci, critico letterario italiano († 2019)
- 27 febbraio - Thomas Hauser, scrittore statunitense
- 27 febbraio - Fred Kemp, ex calciatore inglese
- 27 febbraio - Mary-Claire King, genetista statunitense
- 27 febbraio - Rod Knowles, cestista statunitense († 2008)
- 27 febbraio - Lita Liem, ex tennista indonesiana
- 27 febbraio - Renato Molinari, pilota motonautico italiano († 2024)
- 28 febbraio - Sergio Canciani, giornalista italiano († 2022)
- 28 febbraio - Don Ciccone, bassista, chitarrista e musicista statunitense († 2016)
- 28 febbraio - Robin Cook, politico britannico († 2005)
- 28 febbraio - Valerij Fokin, regista teatrale russo
- 28 febbraio - Hiroshi Ochiai, ex calciatore e preparatore atletico giapponese
- 28 febbraio - Michael Oppenheimer, chimico, astrofisico e climatologo statunitense
- 28 febbraio - Eleutherios Poupakīs, ex calciatore greco
- 28 febbraio - Tomaso Sherman, regista e sceneggiatore italiano